# Mangora uraricoera
Mangora uraricoera là một loài nhện trong họ Araneidae.
Loài này thuộc chi Mangora. Mangora uraricoera được Herbert Walter Levi miêu tả năm 2007.